# FIRA Women's European Championship 1997
El FIRA Women's European Championship (Campeonato Europeo de Rugby Femenino) de 1997 fue la tercera edición del torneo femenino de rugby.

## Equipos participantes
- Selección femenina de rugby de Alemania
- Selección femenina de rugby de Escocia
- Selección femenina de rugby de España
- Selección femenina de rugby de Francia
- Selección femenina de rugby de Inglaterra
- Selección femenina de rugby de Irlanda
- Selección femenina de rugby de Italia
- Selección femenina de rugby de Países Bajos

## Resultados

### Cuartos de final
- Los perdedores avanzan a la copa de plata

| 2 de abril | Francia | 58 - 18 | Alemania |  |  |

| 2 de abril | Inglaterra | 40 - 3 | Países Bajos |  |  |

| 2 de abril | Escocia | 31 - 7 | Italia |  |  |

| 2 de abril | Irlanda | 0 - 27 | España |  |  |

### Semifinal de Plata
| 4 de abril | Países Bajos | 32 - 10 | Alemania |  |  |

| 4 de abril | Irlanda | 5 - 13 | Italia |  |  |

### Semifinales Campeonato
| 4 de abril | Francia | 10 - 15 | Inglaterra |  |  |

| 4 de abril | Escocia | 11 - 10 | España |  |  |

### Séptimo puesto
| 6 de abril | Irlanda | 16 - 0 | Alemania |  |  |

### Quinto puesto
| 6 de abril | Países Bajos | 26 - 24 | Italia |  |  |

### Tercer puesto
| 6 de abril | Francia | 8 - 25 | España |  |  |

### Final
| 6 de abril | Inglaterra | 24 - 8 | Escocia |  |  |

| Bandera de Inglaterra |
| Campeón Inglaterra    |
| Primer título         |